# Отто Шенк
Отто Шенк (нім. Otto Schenk; 17  лютого 1891, Гамбург — 19 грудня 1972, Ельмсгорн) — німецький військово-морський діяч, віце-адмірал крігсмаріне (1 березня 1942). Кавалер Німецького хреста в золоті.

## Біографія
1 квітня 1910 року вступив на флот кадетом. Пройшов підготовку на важкому крейсері «Фрейя» і у військово-морському училищі. З листопада 1913 року служив на легкому крейсері «Дрезден». Учасник Першої світової війни. 15 березня 1915 року інтернований чилійською владою. У жовтні 1916 року повернувся в Німеччину, служив вахтовим офіцером на міноносцях.
У грудні 1918 року — ад'ютант командувача флотом. Після закінчення війни залишений на флоті, командував міноносцями. З 1 жовтня 1923 року — прапор-лейтенант штабу командувача легкими силами Північного моря. З 19 березня 1925 року — інструктор військово-морського училища в Мюрвіку. З 26 вересня 1927 року — навігаційний, з 25 вересня 1928 року — 1-й офіцер крейсера «Амазон». З 15 січня 1930 року — 1-й офіцер легкого крейсера «Кельн», з 3 жовтня 1930 року — командир 1-го морського артилерійського дивізіону. 2 жовтня 1933 року очолив військово-морське училище в Фрідріхсорті, одночасно в січні-березні 1935 року — комендант Кіля і капітан над Кільським портом. З 1 квітня 1935 року — командир 1-го морського батальйону з підготовки унтерофіцерів. З 30 вересня 1935 року — командир крейсера «Лейпциг».
4 жовтня 1937 року очолив центральний відділ військово-морських верфей в Фрідріхсгафені. 26 листопада 1939 року переведений в розпорядження командувача військово-морською станцією «Остзе». З 10 січня 1940 року — командувач береговою обороною Померанського узбережжя. 9 квітня 1940 року призначений адміралом на Південному узбережжі Норвегії. 30 серпня 1940 року відомство було розформоване, а Шенк отримав призначення на щойно створений пост адмірала на Полярному узбережжі Норвегії. 13 серпня 1942 року знятий з посади. З 1 жовтня 1942 року — начальник комісії з випробування кораблів нових конструкцій. 31 січня 1945 року звільнений, але 1 березня направлений у відомство призовного суду в Гамбурзі. 2 травня 1945 року взятий в полон союзниками. 6 червня 1947 року звільнений.

## Нагороди
- Залізний хрест
  - 2-го класу (1 листопада 1914)
  - 1-го класу (15 лютого 1918)
- Ганзейський Хрест (Гамбург)
- Почесний хрест ветерана війни з мечами (28 листопада 1934)
- Медаль «За вислугу років у Вермахті» 4-го, 3-го, 2-го і 1-го класу (25 років; 2 жовтня 1936) — отримав 4 нагороди одночасно.
- Орден Медауйя, командорський хрест (Іспанське Марокко; 13 травня 1938)
- Іспанський хрест в сріблі (6 червня 1939)
- Орден морських заслуг (Іспанія) 3-го класу, білий дивізіон (21 серпня 1939)
- Застібка до Залізного хреста
  - 2-го класу (10 травня 1940)
  - 1-го класу (17 травня 1941)
- Німецький хрест в золоті (5 лютого 1942)
- Хрест Воєнних заслуг 2-го класу з мечами (1 вересня 1944)